# Helius (Helius) rufithorax
Helius (Helius) rufithorax is een tweevleugelige uit de familie steltmuggen (Limoniidae). De soort komt voor in het Oriëntaals gebied.